# Rolando Peña
Rolando Peña

### Información Personal
Nombre de nacimiento	Rolando Salvador Peña Díaz
También conocido como	El Príncipe Negro / The Black Prince
Nacimiento	27 de febrero de 1942
Familia
Madre	Mercedes Díaz
Padre	Salvador Peña
Hermanos	Ramón Rojas Díaz
	Freddy Rojas Díaz
Iván Loscher Díaz
	Roberto Loscher Díaz
Parejas	Carla Rotolo (1969; 1973)
	Isabel Morrison (1973, 1975)
	Luisa Torres Bennedetti (1997, 2000)
	Véronique Chanteau (2001, 2003)
	Karla Gómez (2016, Presente)
Ocupación	Artista Multidisciplinario 
Distinciones	Guggenheim Fellowship

## Biografía
Nace en Caracas el 27 de octubre de 1942. A partir de 1958 se involucra en diversas actividades relacionadas con el teatro, la danza y las artes plásticas. Paralelamente, estudia danza en el Ballet Nacional de Venezuela; y danza contemporánea con Sonia Sanoja y Grishka Holguin en la Universidad Central de Venezuela (UCV – Caracas). Asiste a cursos en la Facultad de Arquitectura y Urbanismo de la UCV; y en la Escuela de Artes Plásticas Cristóbal Rojas (Caracas). En 1965 funda con José Ignacio Cabrujas la Pequeña Compañía Teatro-Danza en la UCV; y con Gladys Llovelar funda el Taller Integral de Danza en el Ateneo de Caracas en 1972. Es pionero en Venezuela en los años sesenta de espectáculos multimedia, performances y happenings, específicamente eventos como Testimonio y Homenaje a Henry Miller –ambos montados en 1965 en la UCV– junto al dramaturgo José Ignacio Cabrujas.  
En 1963 viaja a la ciudad de Nueva York para proseguir sus estudios de danza, que se extienden hasta 1972 al conectar con maestros como Martha Graham, Anna Sokolow, Alwin Nikolais, Phyllip Lamhut y Merce Cunningham. En 1966, es invitado por Allen Ginsberg a crear y dirigir la coreografía y danza del primer espectáculo psicodélico multimedia que se hace en los Estados Unidos: “The Illumination of the Buddha”, junto a Timothy Leary.
Cautivado por la intensa actividad artística y cultural underground de la ciudad de Nueva York durante los años sesenta y setenta, decide explorar nuevos géneros, y en 1966 funda y dirige la agrupación latinoamericana de vanguardia Foundation for the Totality, junto a Juan Downey, Manuel Peña, Waldo Balart y Jaime Barrios; y en colaboración con una diversidad de artistas como Nemesio Antúnez, Carmen Beuchat, Vicky Larraín, realizan alrededor de treinta happenings y performances.
Trabajó con Andy Warhol en The Factory durante la década de los sesenta y pasó a ser asiduo de su círculo de personalidades neoyorquinas que lo acompañaban en su vida social. Habitual en The Factory, fue considerado un Warhol superstars (superestrellas de Warhol) por aparecer en algunos de sus experimentos cinematográficos, siendo las superestrellas más allegadas Edie Sedgwick, Paul Morrissey, Joe Dallesandro, Viva, Ultra Violet, Waldo Balart, Taylor Mead, Gerard Malanga, Mario Montez entre otros.
Su incursión en las artes plásticas comienza en 1975 con la instalación Santería, en la Bogarin Workshop Gallery de Nueva York; obra basada en creencias populares sobre santos, ritos funerarios y brujería. Con esta exposición inaugura la Sala Anexa del Museo de Arte Contemporáneo; y ese mismo año realiza la instalación-performance Homenaje post-mortem al Príncipe Negro en el Ateneo de Caracas. En 1979 presenta en Cayman Gallery, en Nueva York, la instalación y performance The Seven Vanishing Points; trabajo que surge a partir del estudio del Renacimiento y de la perspectiva de Hans Vredeman de Vries. Gregory Battcock –un crítico de primerísimo nivel– quien hizo las conocidísimas primeras antologías de Minimal Art y de Conceptual art, le escribe un texto donde afirma “Peña es el primer artista de nuestro tiempo en reintroducir el significado renacentista en el arte”. Battcock había escrito sobre Warhol, sobre Smithson, sobre Joseph Kosuth, sobre Robert Morris, sobre Bruce Nauman y venía de estar en la escena neoyorquina.
Con la entrada de la década de los ochenta, comienza el desarrollo de una obra densa, continua y crítica sobre el tema del petróleo en sus diferentes manifestaciones; en especial, como factor de ilusión económica y generador de poder. 
Sobre el petróleo en Venezuela Peña comenta que: «el país recibió un regalo que ayudó al surgimiento del país, pero, a su vez, el mal uso que se ha hecho del petróleo en el mundo ha creado grandes problemas ecológicos. En Venezuela (…) lo transformaron en un arma de guerra, en un elemento para penetrar y formar lo que llaman "revolución"».[1]
Esta línea de trabajo, que se mantiene hasta el presente, abarca dibujos, grabados, fotografías, cine, video, performances, instalaciones y esculturas de gran formato para lugares públicos. Su obra inicial se titula The Tower, presentada en 1980 en una exposición colectiva de Alternative Museum (Nueva York). En 1981 realiza la exposición individual Petróleo, en Cayman Gallery (Nueva York); y El petróleo me pertenece se expone en el Museo de Arte Moderno La Tertulia, en Cali (Colombia). A partir de este año comienza también a mantener una activa participación en eventos internacionales y en 1982 se hace acreedor del premio CAPS de la ciudad de Nueva York.
“El petróleo soy yo” se exhibe en 1985 en el Museo de Bellas Artes de Caracas y es presentada un año más tarde en la Maison de l`Amérique Latine (París, Francia). Este mismo año, recibe el premio Adquisiciones de la XVI International Biennial of Graphic Art (Ljubljana, Yugoslavia). En 1988 es invitado a participar en la Olympiad of Art (Seúl, Korea), donde presenta su escultura monumental Tri-Tótem, compuesta por barriles de petróleo. Al año siguiente, instala la obra Tótem en la Estación Zoológico del Metro de Caricuao, en Caracas.
En 1990 realiza El Laberinto, una de sus instalaciones más prominentes, en la Sala Rómulo Gallegos en Caracas, donde una espiral de barriles dorados y espejos refuerza el mito del poder del oro negro. Más tarde, en 1993, publica el libro Mene Digital con textos de Pierre Restany (fundador del movimiento nuevo realismo, junto a Yves Klein), Alfredo Boulton y Claudio Mendoza; y prosiguiendo con la internacionalización de su obra, en 1995 expone Mene Digital en la Galería Thorigny-Patricia Heuillet en París.
Durante el año 1997 expone simultáneamente Menespace, en el Museo de Ciencias, y El Derrame, en el Museo de Bellas Artes de Caracas, muestras integradas con distintos recursos como el video, el CD, las cajas de luces, las instalaciones, los tablones y las gráficas. Ese mismo año, el crítico de arte Enrique Viloria publica Rolando Peña: compilación de textos 1991-1997; y es elegido, junto a Roberto Obregón, para representar a Venezuela –en su caso, con su obra El Derrame– en la 47ª Bienal de Venecia (Italia).
En 1999 presenta, en el Museo de Arte Contemporáneo de Caracas Sofía Ímber, su más ambiciosa e importante muestra individual, titulada El modelo estándar de la materia: Tributo al siglo XX, con esculturas y una gran instalación multimedia en las que emplea el barril como módulo básico de su discurso plástico. Participa además en varias exposiciones de carácter internacional; entre ellas, Heterotopías, donde se le realiza un Homenaje a Rolando Peña (Interarte 99, Feria Internacional de Arte Valencia, Consorcio de Museos de la Generalitat Valenciana, Valencia, España). También presenta la video-instalación El Derrame, en el espacio de Arte Contemporáneo El Gallo (Salamanca, España).
El inicio de sus compromisos artísticos en el año 2000 se da dentro del marco del evento London Biennale 2000, en el que exhibe The Oil Spill, video-instalación que se realiza en la sala Bolivar Hall en Londres. Por otra parte, la organización de Artistas Jóvenes Europeos hace un Homenaje a Rolando Peña en el Mercado Fuencarral durante la Feria Internacional de Arte Contemporáneo ARCOmadrid 2000. También ese año presenta la video-instalación El modelo estándar de la materia, en la Expo Hannover 2000 (Hannover, Alemania). Y continuando con sus preocupaciones estéticas sobre el tema del derrame petrolero, expone El Pozo, una video-instalación de grandes proporciones presentada en el Museo Jacobo Borges de Caracas.
Con la video-instalación Fuego Sagrado participa en el evento Observatori 2000, 1er Festival Internacional de Investigación Artística de Valencia, Museo de Ciencias y Arte Príncipe Felipe (Valencia, España). Al año siguiente es invitado como curador y artista a participar con su obra El Barril de Dios, video-instalación que es exhibida en Reconocimientos el Observatori 2001, 2º Festival Internacional de Investigación Artística de Valencia, Museo Valenciano de la Modernidad y la Ilustración (Valencia, España).
Al año siguiente expone, de manera itinerante, la instalación multimedia Ruptura Espontánea de la Simetría: El Barril de Dios, que presenta, primero, en la capital cultural de Europa –Salamanca–, en el Espacio de Arte Contemporáneo El Gallo, durante el Festival Salamanca 2002; y luego, en el Bolívar Hall, durante la Bienal 2002 de Londres; en el Instituto Italo Latinoamericano (Roma) y en el Museo Amadeo Modigliani (Follonica), en Italia; y para finalizar, en el 2003, en la Galería White Elephant (París, Francia).
En 2009, diseña el espacio público Plaza Mene en Colinas de Bello Monte (Caracas), donde integra unas hileras de barriles dorados a modo de obelisco, al que da el nombre de Tri-Tótem. Su persistente exploración e interés en el tema del petróleo lo lleva a desarrollar una obra en la que el cuestionamiento recae sobre el calentamiento global: Petróleo Verde - Make Oil Green, instalación multimedia interactiva que lo hace merecedor del Guggenheim Fellowship del año 2009; y que expone en La Caja, del Centro Cultural Chacao (Caracas), en el año 2010. En ese mismo año ejecuta El modelo estándar de la materia, un mural en cerámica que realiza para la Universidad Simón Bolívar en Caracas. Y prosiguiendo con la misma línea de indagación, e inspirado por el descubrimiento del Bosón de Higgs, ejecuta otro mural: El Barril de Higgs, que realiza para la Universidad Metropolitana de Caracas en el 2012.
A mediados de 2015 fija su residencia en la ciudad de Miami y un año más tarde realiza la muestra Black Gold en el Museum of Contemporary Art North Miami. En 2017 exhibe Big Bang, compuesta por video e impresiones digitales, en los espacios de Arts Connection Foundation. Y en el año 2018, durante la feria Art Basel en Pinta Miami, exhibe un conjunto de collages, fotografías y gráficas de Foundation for the Totality, correspondientes a la década de los años sesenta y setenta, durante los cuales el artista reside en la ciudad de Nueva York; obras que también exhibe posteriormente en la muestra Rolando Peña, como parte de Special Projects, durante la Feria de Arte Contemporáneo ARCOmadrid 2020 (España).
En 2021 presenta su exposición A Matter of Perspective en la Artmedia Gallery de Miami, donde muestra por primera vez su uso creativo de la fotografía en su serie Photomatons, que inició en el año 1960 y que incorporó en la serie de fotocollages The Seven Vanishing Points, en 1979. Recibe además el reconocimiento de Proyección Internacional otorgado por los Premios de la Crítica 2021 de la Asociación Internacional de Críticos de Arte, Capítulo Venezuela (AICA).
Finalmente, 2022 es el año en el que publica y presenta de manera itinerante su más reciente libro: Welcome to My Art World; en primer lugar, en La Fábrica de Madrid; luego, en Morille de Salamanca, y por último, en la icónica librería de Railowsky, en Valencia (España). Concluye el año en Pinta Miami 2022 con la participación de su obra The Seven Vanishing Points, en la muestra colectiva de ArtMedia Gallery. El más reciente reconocimiento: Premio AICA Venezuela 2022 por la producción y diseño del libro Rolando Peña. Bienvenido a mi mundo del arte.
2021	A Matter of Perspective, 
	ArtMedia Gallery, Miami, EE. UU.
2020	Special Project Rolando Peña, 
	Galería Maria Baró, Arco Madrid, Madrid, España 
2019	Less is More – Homage to John Cage, 
	WhiteBox Harlem, Nueva York, EE. UU.
2018	Foundation for the Totality, 
	The Inclusive Way, Pinta Miami, EE. UU.
2017	Big Bang, Connect Now Room, Art Connection Foundation, Miami, EE. UU.
2016	Black Gold, Museum of Contemporary Art 
	of North Miami, Miami, EE. UU.
2015 	Mene Digital 1987–2015, Universidad Católica Andrés Bello, Caracas, Venezuela
2015	Oro Negro, Centro de Bellas Artes de Maracaibo, Maracaibo, Venezuela
2014	Black Over Black, Alianza Francesa, 
	Caracas, Venezuela
2010	Petróleo Verde, La Caja–Centro Cultural Chacao, Caracas, Venezuela
2005	Energía oscura: Tributo a Albert Einstein, 
	Foundación Corp Group Centro Cultural, Caracas, Venezuela
2004	Imágenes de la Resistencia, Sala Margot Benacerraf, Ateneo de Caracas, 
	Caracas, Venezuela
2002	El Barril de Dios, White Elephant Gallery, París, Francia
2002	Ruptura Espontánea de la Simetría: El Barril de Dios, Istituto Italo Latino-americano, 
	Roma, Italia
2002	Museo Pinacoteca Amedeo Modigliani, Folonica, Italia
2002	Espacio de Arte Contemporáneo “El Gallo”, Salamanca, España
2000	The Oil Well, Jacobo Borges Museum, Caracas, Venezuela
1999	Homenaje a Rolando Peña. "El Derrame”, Espacio de Arte Contemporáneo El Gallo, 
	Salamanca, España
1999	El Modelo Estándar de la Materia: Tributo al siglo XX, 
	Museo de Arte Contemporáneo Sofia Imber, Caracas, Venezuela
1997	Menespace, Museo de Ciencias, Caracas, Venezuela
1997	El Derrame, Museo de Bellas Artes de Caracas, Caracas, Venezuela
1996	El Mar Negro, Instituto Italo Latinoamericano, Roma, Italia
1995	Orimulsión, La Galería Ateneo de Caracas, Caracas, Venezuela
1995	Mene Digital, Galería Thorigny, París, Francia
1993	Mene Digital, Galería Vía, Caracas, Venezuela
1993	Mene Digital, Centro Cultural Consolidado, Caracas, Venezuela
1990	El Laberinto, Sala RG, Fundación CELARG, Caracas, Venezuela
1987	Crude Oil, Galería 2817, Caracas, Venezuela
1986	I Am The Petroleum, Maison de L'Amérique Latine, París, Francia
1985	El Petróleo Soy Yo, Museo de Bellas Artes de Caracas, Caracas, Venezuela
1984	Este Petróleo me Pertenece, Museo de Arte Moderno La Tertulia, Cali, Colombia
1981	Oil, Cayman Gallery, Nueva York, EE. UU.
1979	The Seven Vanishing Points, Cayman Gallery, Nueva York, EE. UU.
1975	Santería, Museum of Contemporary Art Sofía Imber, Inaugural Exhibit 
	at the Annex GalleryCaracas, Venezuela
1975	Santería, Myth and Gold; Bogarin Workshop Gallery, Nueva York, EE. UU.
2021	Festival Kerouac 2021, 5th New York, New York Arts Empire, New York, EE. UU.
2019	“For Now”, Coral Gables Museum, Coral Gables, EE. UU.
2018	CG Art, Back to Beautiful Celebration Exhibition, O. Ascanio Gallery, 
	Coral Gables, EE. UU.
2016	New Territories, Museo Amparo, Puebla, México
2015	POP, Odalys Gallery, Madrid, España
2015	The Digital Art Exhibition, Variation París-Media Art Fair, París, Francia
2014	New Territories, Laboratories for Design, Craft, and Art in Latin America, 
	Museum of Arts and Design, Nueva York, EE. UU.
2008	Arte ≠ Vida: Action by Artists of the Americas, 1960 – 2000, El Museo del Barrio, 
	New York, EE. UU.
2008	Pedacito de Cielo, Carpenter Center, Universidad de Harvard, 
	Cambridge, EE. UU.
2007	El Dorado del Mito a la Realidad, Goethe Institut – Centro Nacional de Fotografía, 
	Caracas, Venezuela
2006	Homenaje al Cuadrado, Espacio Cutural Capuy, Caracas, Venezuela
2006	Minimal, La Cuadra, Caracas, Venezuela
2006	VI Salón Arte Ciencia, Universidad Simón Bolívar, Sartenejas, Venezuela
2006	Arturo Uslar Pietri: Un Clásico Moderno, Fundación del Banco Provincial, 
	Caracas, Venezuela
2002	El Barril de Dios, Bienal de Londres 2002, Bolívar Hall, Londres, Inglaterra
2001	Ruptura Espontánea de la Simetría: El Barril de Dios, Observatori 2001, 
	Segundo Festival de Investigación Artística de Valencia, Valencia, España2001
	Museo Valenciano de la Modernidad y de Ilustración, Valencia, España
2000	El Modelo Estándar de la Materia: Tributo al siglo XX, Pabellón de Venezuela, 
	Expo Hannover, Hannover, Alemania
2000	The Oil Spill, Bienal de Londres 2002, Bolívar Hall, Londres, Inglaterra
2000	Homenaje a Rolando Peña, La Feria Internacional de Arte Contemporáneo (ARCO), 
	Organizado por la Asociación de Jóvenes Artistas Europeos Contemporáneos, 
	Mercado de Fuencarral, Madrid, España
1999	Homenaje a Rolando Peña, Interarte '99, International Art Fair, 
	Consorcio de Museos de la Generalitat Valenciana, Valencia, España
1999	I Bienal Internacional de Arte Cumaná, Museo de Arte Contemporáneo Cumaná, 
	Cumaná, Venezuela
1997	The Oil Spill, 47 Bienal de Venecia, Pabellón de Venezuela, Venecia, Italia
1997	La invención de la continuidad, Galería de Arte Nacional, Caracas, Venezuela
1995	Feria Internacional de Arte FIA'95, Caracas, Venezuela
1995	VII Francisco Narváez, Bienal de Escultura, 	Isla de Margarita, Venezuela
1995	Héroes, mitos y estereotipos, 
	Galería Espacio Unión, Caracas, Venezuela
1994	Escultura Pequeño Formato 94, Galería Luigi Marrozzini, San Juan, Puerto Rico
1994	Del Híbrido a la Academia, Alejandro Otero, Caracas, Venezuela
1994	La Pirámide Virtual, Contrasts: Ten Contemporary Venezuelan Artists Art Museum 
	of the Americas | Organization of American States, Washington D. C., EE. UU.
1994	“II Bienal Camille Pissarro”, Centro Cultural Consolidado, Caracas, Venezuela
1993	“VI Bienal de Escultura Francisco Narváez”, Isla de Margarita,Venezuela
1993	A Dios dedico este mambo, Galería Uno, Caracas, Venezuela
1993	Artistas Fundadores, Centro de Arte Lía Bermudez, Maracaibo, Venezuela
1992	“Salon International de la Sculpture Contemporaine 1992”, Salons de la Mairie du XII 
	ème Arrondissement, 	París, Francia
1992	Arte Venezolano Contemporáneo en París, Galería Arver Space, París, Venezuela
1991	“V Exposición Internacional de Arte y Video”, Sevilla, España
1991	“Il Sud del Mondo”, Galleria Civica d'Arte, Marsala, Sicilia, Italia
1991	“Pierre Restany: Le coeur et la raison”, Musée des Jacobins, Morlaix, Francia
1991	“Le Couleurs de l'Argent”, Musée de la Poste, París, Francia
1991	“III Bienal Nacional de Arte de Guayana”, Museo de Arte Moderno Jesús Soto, Ciudad 
	Bolívar, Venezuela
1991	“Painting and Sculpture, New Acquisitions, a Selection, 1990–91”, Art Museum of the 
	Americas, Organization of American States, Washington D. C., EE. UU.
1990	“International Sculpture 90”, National Gallery of Art, Washington D. C., EE. UU.
1990	“Sculpture Towards the 90’s”, Art Museum of the Americas, Organization of American 
	States, Washington D. C., EE. UU.
1989	“Les Droits de l’Art: hommage au Bicentenaire de la Révolution Française 
	1789-1989”, Les Droits de l'Art, Chapelle de St. Louis de la Salpêtrière, París, Francia
1989	“I Salon Mondial de L'Antiquité, de l’Art Moderne et Contemporain”, Pavillon CNIT, 
	La Défense, París, Francia
1988	“Olympiad of Art”, Olympic Sculpture Park, Seoul, Korea
1987	“Ephémérité”, Chapelle de St. Louis de la Salpêtrière, París, Francia
1987	“XII International Independante Exhibition of Prints in Kanagawa ‘87”, Kanagawa 
	Prefectural Gallery, Kanagawa, Japón.
1987	Crude Oil, Documenta 8, Kassel, Germany
1986	“II Bienal de La Havana”, Havana, Cuba
1985	“Escultura 85”, Fundarte, Caracas, Venezuela
1985	“XVI International Biennial of Graphic Art”, Moderna Galerija, Ljubljana, Yugoslavia
1984	La Reunión de Partes Divididas: Works of the Americas, Kenkeleba Gallery, New York, 
	EE. UU.
1984	Salon Inter Grafik 84, Bienal East Berlin Solidarity, Berlín, Alemania.
1984	III Latin American Graphic Arts Biennial, Cayman Gallery, New York, EE. UU.
1984	Artis Call, Westbeth Gallery, New York, EE. UU.
1984	II Salón Julio T. Arza, la Nueva Naturaleza, Museo de Barquisimeto, Venezuela.
1983	“VI Bienal del Grabado Laitnoamericano”, San Juan, Puerto Rico
1983	“II Bienal Nacional de Artes Visuales”, Museo de Arte Contemporáneo de Caracas, 
	Venezuela.
1983	“Materia y Espacio”, Sala de Exposiciones CANTV, Caracas, Venezuela.
1983	“Recent Editions: Suites, Portfolio, Series, Multiples”, Arts Signature Gallery, Tulsa, 
	Oklahoma, EE. UU.
1982	“Sacred Artifacts, Objects of Devotion”, Alternative Museum, New York, EE. UU.
1982	“Recent Editions: Suites, Portfolio, Series, Multiples”, Center fro Inter-American 
	Relations, New York, EE. UU.
1982	“Au-Delà”, Les Flocons Verts, Chamonix, Francia
1982	“II Bienal de Grabado Latinoamericano”, Maracaibo, Venezuela.
1982	“Trienal Latinoamericana del Grabado”, Buenos Aires, Argentina.
1982	Magnetic Image, VII Annual International Audio and Video Exhibition, 
	Atlanta College of Art, Atlanta, EE. UU.
1981	“II Salón Nacional del Dibujo Actual en Venezuela”, Galería de Arte Nacional, Caracas,
	Venezuela.
1981	“V Bienal del Grabado Latinoamericano”, San Juan, Puerto Rico.
1981	“I Bienal Nacional de Artes Visuales”, Museo de Bellas Artes, Caracas, Venezuela.
1980	“Totem, Fetishes and Devotional Objects”, Alternative Museum, New York, EE. UU.
1980	“XIV Annual New York Avant-Garde Festival”, New York, EE. UU.
1979	“Avant-Garde Artists”, 112 Greene Street Gallery, New York, EE. UU.
1979	“IV Bienal del Grabado Latinoamericano”, San Juan, Puerto Rico.
1979	“I Biennale Italo Latino Americana di Tecniche Grafiche”, Roma, Italia.
1976	“I Salón de Grabado”, Museo de Arte Contemporáneo de Caracas, Venezuela.
1975	“III Premio Ernesto Avellán”, Ateneo de Caracas, Venezuela.
1975	“Visión de la Nueva Pintura Venezolana”, Casa de las Américas, La Habana, Cuba.
1975	“I Salón de Dibujo y Grabado”, Mérida, Venezuela.
| Año  | Película, Documental, Video o Telenovela        | Personaje         | Director                        | Formato |
| 2022 | Rolando Peña: Sembrando el petróleo             | Rolando Peña      | K.ari.n Schneider               | Digital |
| 2018 | Foundation for the Totality                     | Rolando Peña      | Alejandra Romero                | Digital |
| 2011 | Reveròn                                         | El Doctor         | Diego Rísquez                   | 35 mm   |
| 2008 | Un tigre de papel                               | Rolando Peña      | Luis Ospina                     | 35 mm   |
| 1984 | Orinoko, nuevo mundo                            | Cristobal Colón   | Diego Rísquez                   | Super 8 |
| 1984 | El Petróleo es mío                              |                   | Rolando Peña                    | Video   |
| 1983 | Cóctel de camarones, en el día de la secretaria |                   | Alfredo Anzola                  | 35 mm   |
| 1982 | Mene: Devotional Object                         |                   | Rolando Peña                    | Video   |
| 1981 | Petróleo Crudo                                  |                   | Rolando Peña                    | Video   |
| 1981 | Petróleo                                        |                   | Rolando Peña                    | Video   |
| 1979 | The Seven Vanishing Points                      | The Black Prince  | Juan Downey                     | Video   |
| 1979 | La Cotorra II                                   | El Príncipe Negro | Rolando Peña Cámara: Julio Neri | Super-8 |
| 1978 | El Homenaje post-mostern al Príncipe Negro      | El Príncipe Negro | Julio Neri                      | Super-8 |
| 1977 | Todos los días son sábado                       | Actor             | Enver Cordido                   | 35 mm   |
| 1977 | Puros hombres                                   | Antonio Arraiz    | César Cortez                    | 35 mm   |
| 1976 | La Cotorra                                      | El Príncipe Negro | Rolando Peña Cámara: Julio Neri | Super-8 |
| 1975 | The Black Prince                                | The Black Prince  | Noel Levert                     | Super-8 |
| 1972 | Drácula                                         | Drácula           | Juan Downey                     | Video   |
| 1970 | The Discovery of America                        | Cristobal Colón   | Jaime Barrios                   | 16mm    |
| 1968 | "Dialogue with Che" or "Che is alive"           | Che               | José Rodriguez-Soltero          | 16mm    |
| 1967 | Loves of Ondine                                 | Actor             | Andy Warhol                     | 16mm    |
| 1967 | **** Four Stars                                 | Actor             | Andy Warhol                     | 16mm    |
| 1967 | The Nude Restaurant                             | Actor             | Andy Warhol                     | 16mm    |
| 1967 | Invasión-Total-Matinal-De-Besos-Cosmológicos    | Protagonista      | Rolando Peña                    | 8mm     |
| 1963 | Cuentos para mayores                            | Actor             | Román Chalbaud                  | 35mm    |
| 1963 | El disco rojo                                   | Protagonista      | Amador del Villar               | 35mm    |

| Año  | Título | Autor(es) | ISBN                                                                | Editor                                                          |
| 2023 | Rolando Peña: Bienvenido a mi mundo del arte / Welcome to My Art World / Bienvenue à mon univers artistique                                                                                     | Varios: Gregory Battcock, Alfredo Boulton, Guy Brett, María Luz Cárdenas, Fernando Castro Flórez, Margarita D’Amico, Sofía Imber, Claudio Mendoza, Pierre Restany, Humberto Valdivieso, Gerardo Zavarce | 9788412671209                                                       | Karla Gómez. Coeditor: Kalathos ediciones                       |
| 2022 | Rolando Peña: Welcome to My Art World / Bienvenido a mi mundo del arte / Bienvenue à mon monde d’art                                                                                            | Varios: Gregory Battcock, Alfredo Boulton, Guy Brett, María Luz Cárdenas, Margarita D’Amico, Sofía Imber, Claudio Mendoza, Pierre Restany, Humberto Valdivieso, Gerardo Zavarce                         | 1737741709                                                          | Karla Gómez. Contribuidor: Kalathos ediciones Primera edición   |
| 2013 | Rolando Peña: El Barril de Dios. Arte, Ciencia y Tecnología | Varios: Humberto Valdivieso, Margarita D’Amico,, María Elena Ramos, Claudio Mendoza, Rolando Peña, Rubén Monasterios, Romer Zerpa, Ana O’Callaghan                                                      | 9789801267058                                                       | Humberto Valdivieso                                             |
| 2005 | Energía Oscura Tributo A Albert Einstein / Dark Energy Tribute To Albert Einstein / L'energie Noire Hommage A Albert Einstein                                                                   | Varios: Guy Brett, Claudio Mendoza, Rolando Peña |                                                                     | Grupo Intenso. Primera edición                                  |
| 1999 | El modelo estándar de la materia : tributo al siglo XX / The standard model of matter : a tribute to the 20th century / Le modèle standard de la matière : hommage au XXe siècle / Rolando Peña | Varios: Castro Flórez, Fernando Mendoza, Claudio Imber, Sofía | 9789802610563 (CD-ROM) 9802610569 (CD-ROM) 9789800760680 9800760687 | Instituto Venezolano de Investigaciones Científicas (IVIC)      |
| 1997 | Rolando Pena: Compilación de Textos, 1991-1997 | Enrique Viloria Vera | 9800747664                                                          | Fundarte Ediciones Pavilo; Primera edición (1 de enero de 1997) |
| 1993 | Rolando Peña: Mene Digital | Rolando Peña, Alfredo Boulton | 9800711597                                                          | IBM Venezuela                                                   |

COLECCIONES
Alternative Museum, Nueva York, EE. UU.
Art Museum of the Americas (OAS), Washington D. C., EE. UU.
Banco Latino, Caracas, Venezuela
Casa de las Américas, Havana, Cuba
Casa del Correo del Orinoco, Ciudad Bolívar, Venezuela
Centro de Arte Lía Bermúdez, Maracaibo, Venezuela
Centro de Bellas Artes de Maracaibo, Maracaibo, Venezuela
Centro de Formación PDVSA (CEPET), Caracas y Paraguaná, Venezuela
Colección del Banco Banesco, Caracas, Venezuela
Colección del Banco Mercantil, Caracas Venezuela
Colección de Oscar Ascanio, Miami, EE. UU.
Colección Patricia Phelps de Cisneros, Caracas, Venezuela
Consejo Nacional de la Cutural (CONAC), Caracas, Venezuela
Fuentes Angarita Collection, Miami, EE. UU.
Fundación Museo de Arte Moderno Jesús Soto, Ciudad Bolívar, Venezuela
Fundación Wilfredo Lam, La Habana, Cuba
Fundarte, Caracas, Venezuela
Galería de Arte Nacional, Caracas, Venezuela
Maison de l’Amérique Latine, París, Francia
Maraven, Caracas, Venezuela
Metro de Caracas, Caracas, Venezuela
Musée des Jacobins, Morlaix, Francia
Museo al Aire Libre Mariano Picón Salas, Mérida, Venezuela
Museo Dalí, Figueras, España
Museo de Arte Contemporáneo de Caracas Sofía Imber, Caracas, Venezuela,
Museo de Arte Moderno de Bogotá, Colombia
Museo de Arte Moderno La Tertulia, Cali, Colombia
Museo de Bellas Artes, Caracas, Venezuela
Museo del Barrio, Nueva York, EE. UU.
Museo Rayo, Roldanillo, Colombia
Museum of Contemporary Art, Ljubljana, Yugoslavia
Museum of Modern Art, Nueva York, EE. UU.
Olympic Sculpture Park, Seoul, Korea
Parque de Esculturas, Mérida, Venezuela
Petróleos de Venezuela (PDVSA), Caracas, Venezuela
Plaza Mene, Caracas, Venezuela
Rómulo Gallegos Center for Latin American Studies, Caracas, Venezuela
Sala Rómulo Gallegos, Fundación CELARG, Caracas, Venezuela
Universidad Católica Andrés Bello (UCAB), Caracas, Venezuela
Universidad Metropolitana, Caracas, Venezuela
Universidad Simón Bolívar, Caracas, Venezuela
REFERENCIAS
Allen, Jane Addams. “The world as a vast waste land.” The Washington Post. Washington D. C. 8 de junio de 1990.
Arias, Reni
“Peña hace pedazos Nueva York en 15 min.” acentonews.com, nº 5. Doral, FL. Second fortnight, Enero 2020: p. 17.
Armitano, Cecira. “Rolando Peña Oro Negro.” Nouveaux Espaces Latinos, nº 291. Lyon, Francia. Marzo-Mayo 2017: pp. 4-7.
Artishock. “Nuevos territorios: laboratorios de diseño, artesanía y arte en latinoamérica.” artishockrevista.com. Santiago de Chile, Chile. 6 de noviembre de 2014.
__“Variation, la feria de nuevos medios en París” artishockrevista.com. Santiago de Chile, Chile. 20 de octubre de 2015.
__“Caracas Reset: un espacio para el reencuentro de creadores venezolanos en
París” artishockrevista.com. Santiago de Chile, Chile. 10 de mayo de 2018.
__“Ismo, Ismo, Ismo. Cine experimental en América Latina” artishockrevista.com.
Santiago de Chile, Chile. 29 de enero de 2019.
Artjaws. “Peña Rolando.” artjaws.com. París, Francia.
Arts Connection Foundation. “Foundation for the Totality.” artsconnectionfoundation.org. Miami, FL. 2018.
__”The Seven Vanishing Points aka Los Siete Puntos de Fuga.” artsconnectionfoundation.org. Miami, FL. 2018.
Asnen, Alan. “Foundation for the Totality.” The East Village Other, Vol. 2 nº 17. New York, NY. 1-15. Agosto 1967: pp. 5-21.
Bafile, Marisa. “Il gran samurai dal petrolio: Rolando Peña ala biennale di Venezia rappresenterá il Venezuela.” La voce d’Italia, Caracas, Venezuela. 19 Mayo1997.
__Il Principe Nero saluta il 2000: il mondo si sbriciola e troviamo la sua essenza. La Voce d’Italia, Caracas, Venezuela. 7 de abril de 1999.
__”Il tempo senza tempo del principe nero: Rolando Peña nel Museo de Arte Contemporáneo Sofía Ímber.” La Voce d’Italia. Caracas, Venezuela. 4 Agosto1999.
__”East Village de los años ’60 con el artista Rolando Peña.” viceversa-mag.com. Nueva York, NY. 26. Febrero 2019.
Banko, Catalina. “Rolando Peña: el petróleo soy yo.” Museo de Bellas Artes, Guía de
estudio nº 1. Caracas, Venezuela. Enero 1985.
'Battcock, Gregory'. “The Black Prince.” Rolando Peña the Black Prince. Bogarin Workshop
Gallery, New York, NY. 1975.
__”Rolando Peña y el punto de fuga.” The Seven Vanishing Points: ambientaciónperformance.
Cayman Gallery, New York, NY. Marzo 1979. También publicado en “Los siete puntos de fuga: ambientación-performance.” Galería G, Caracas, Venezuela. 1979.
Bello, Ricardo. “Aferrándose a una realidad.” El Nacional. Caracas, Venezuela. 9 de diciembre de 1999.
'Benko, Susana'. “Pop Art. Figuración EE. UU.-Venezuela.” artnexus.com, nº 92. Bogotá, Colombia. Marzo 2014.
'Boulton, Alfredo'. “Rolando Peña.” Rolando Peña Mene Digital. Caracas, Venezuela: Editorial Ex Libris, 1993: pp. 9-11.
Burnham, Linda. “Rolando Peña: el Príncipe Negro.” Hight Performance, nº 1. Los Angeles, CA. 1984: pp. 23-25
Martin, Enrique aka Oswaldo Capriles. “El Testimonio de Cabrujas y Peña” Revista Cal. Caracas, Venezuela. 1965.
Cárdenas, María Luz. “Del realismo social al realismo conceptual (o cómo lidiar con la crisis en Venezuela, desde el arte contemporáneo).” artishockrevista.com. Santiago de Chile,
Chile. 28 de junio de 2018.
Carmona, Rolando. “Caracas Reset!” artealdia.com. París, Francia. Mayo 2018.
__”Conversación con Rolando Peña (Príncipe negro) a propósito de su relación con el “Media art”” Facebook.com. París, Francia. 30 de septiembre de 2014.
__”Arte político venezolano en la Feria Art Marbella.” artishockrevista.com. Santiago de Chile, Chile. 28 de julio de 2017.
'Castro Flórez, Fernando'. “After Darkness.” Rolando Peña: El modelo estándar de la Materia: Tributo al siglo XX. Museo de Arte Contemporáneo Sofía Ímber, Caracas, Venezuela. Enero1999.
Celebrity News, Fashion & Music. “Live Special with Rolando Peña: Black Gold
Expo 09.22.2016.” dailymotion.com. Florida: 22 de septiembre de 2016.
Cosme, José. “Del Príncipe Negro al Low Tech. Paella valenciana y Tecnología” Bitácora Arte y Tecnología I. “Epistemología Fluxus”. Buenas Letras, Valencia, España. 2017. pp. 146-153
'Crespo, Luis Alberto'. “La danza moderna: una expresión viril.” Letra Roja, nº 7. Caracas, Venezuela. Noviembre 1964.
Chacón, Katherine. “Rolando Peña: Big Bang.” Big Bang. Arts Connection Foundation, Miami, FL. Noviembre-Diciembre 2017.
D’Amico, Margarita. “Rolando Peña, 30 años de creación: oro negro para un príncipe dorado.” Rolando Peña, works 1980-1988, Olympiad of Art. Seoul, Korea. 1989.
__”Ciencia y tecnología en el arte de Rolando Peña.” prodavinci.com. Caracas, Venezuela. 13 de agosto de 2010.
Daprano, Pietro. “Boom y Modelo: Rolando Peña.” Big Bang. Arts Connection Foundation, Miami, FL. Noviembre-Diciembre 2017.
Diccionario Biográfico de las Artes Visuales en Venezuela. Caracas, Venezuela: Galería de Arte Nacional, Fundación Cisneros y Fundación para la Cultura Urbana. 2005: p. 996-1000.
Diccionario de las Artes Visuales en Venezuela. Caracas, Venezuela: Galería de Arte Nacional, Monte Ávila Editores, Vol. II. 1984.
Egaña, Carlos. “Bajo tierra, fuera de vista [entrega 7/7].” fundacionsalamendoza.com. Caracas,
Venezuela. 24 de octubre de 2020.
'El Corno Emplumado'. Mexico City, Mexico: Mondragón, Sergio, et al., editor, n.d.
El Diario. “Rolando Peña: 'Desgraciadamente no soy un artista comercial'” eldiario.com. Cultura. Humberto Sanchez Amaya Caracas, Venezuela. 4 de marzo de 2022.
Ferrer, José Miguel. “Rolando Peña: El arte es la oportunidad de ver más allá de la mierda.” eldiario.com. Caracas, Venezuela. 31 de enero de 2021.
Fromherz, Thomas and Claudio Mendoza. “Mene Digital.” Rolando Peña Mene Digital.
Caracas, Venezuela: Editorial Ex Libris. 1993: pp. 29-39.
Fuentes-Angarita, Andreina. “Foundation for the Totality” Foundation for the Totality 1963-1979. Pinta Miami, Miami, FL: Arts Connection Foundation. Diciembre 2018.
'Glusberg, Jorge'. “El arte del performance” New York University (ICASA), New York: 1980.
__”Artistas Venezolanos de Hoy.” Asociación Internacional de Críticos de Arte. Buenos Aires, Argentina. 1981.
González, Juan Antonio. ”Rolando Peña: ‘Sigo siendo un personaje de la Totalidad’”. El Universal. Caracas, Venezuela. 6 de diciembre de 2018.
__“Rolando Peña revive el espíritu libertario de la Generación Beat” eluniversal.com.
Caracas, Venezuela. 5 de mayo de 2021.
González, Milagros. “Rolando Peña en Pinta Miami.” The Miami New Media Festival.
Miami, FL. 29 de noviembre de 2018.
González Bermejo, Ernesto. “La historia inverosímil del Príncipe Negro y sus poderes sobrenaturales intercontinentales.” El Nacional. Caracas, Venezuela. 24 de abril de 1979: p. C-17.
'González León, Adriano'. “Testimonio espectáculo teatro-danza.” Facultad de Arquitectura, Universidad Central de Venezuela. Caracas, Venezuela. 19 de marzo de 1965: pp. 16-17. Publicado también en Eco Contemporáneo. Buenos Aires, Argentina. 1966.
González, Miguel. ”Rolando Peña: mi trabajo es ante todo vivencial.” Contrastes, nº 178. Cali, Colombia. 22 de abril de 1984: pp. 8-10.
__”El Príncipe Negro.” Semana, nº 110. Bogotá, Colombia. 8 Julio1984: pp. 12-18.
__”Rolando Peña, este petrólero me pertenece: instalación, obra gráfica, video.” Museo de Arte Moderno La Tertulia. Bogotá, Colombia. 5 de octubre de 1984.
Gopnik, Blake. “Gopnik’s Daily Pic: The OAS Sculpture Garden.” The Washington Post, Washington D. C. 29 de septiembre de 2010.
Gostautas, Stasis. “Rolando Peña: Fundación Para La Totalidad.” Libro del año Barsa, Enciclopedia Británica. 1968.
Gradowska, Anna. [Untitled] ¿Conviviremos? Respuestas de Roberto Obregón y Rolando Peña. Caracas, Venezuela. XLVII Bienal de Arte de Venecia, Pabellón de Venezuela. 6 de noviembre de 1997.
Grupo Li Po. Rolando Peña, El príncipe negro: Por fortuna existe el arte para librarnos del
horror de la verdad. Grupolipo.blogspot. com: 15 de junio de 2020.
Guédez, Víctor. “El compromiso fotográfico de Rolando Peña.” Extra cámara, nº12. Caracas,
Venezuela. Febrero 1998: pp. 4-11.
__”Peña, la afirmación en el laberinto.” Art Nexus. Bogotá, Colombia. Mayo 1991: pp. 78-79.
__”Rolando Peña: Museo de Ciencias de Caracas, Museo de Bellas Artes y Galería de Arte 
Nacional.” Art Nexus, nº 25. Bogotá, Colombia. 7 Septiembre1997: pp. 144-145.
__”Rolando Peña.” artnexus.com, nº 39. Bogotá, Colombia. Febrero 2001.
Guevara, Roberto. ”Equivalencias.” El Nacional. Caracas, Venezuela. 16 de octubre de 1979.
__”La Dorada espiral de la conciencia.” Rolando Peña, el petróleo soy yo. Caracas, Venezuela. Museo de Bellas Artes, Enero 1985.
__”Diagonales de Peña.” El Nacional. Caracas, Venezuela. 9 de octubre de 1990.
__”Espacios vivos, tiempos grabados, laberinto limitado.” Sala de exposiciones Rómulo Gallegos. Caracas, Venezuela. 7 de agosto de 1990.
__“Acordar con Venecia.” ¿Conviviremos? Respuestas de Roberto Obregón y Rolando Peña. Caracas, Venezuela: XLVII Bienal de Arte de Venecia, Pabellón de Venezuela. 6 de noviembre de 1997.
Gutiérrez, Jorge Luis. ”Rolando Peña: Black Gold. Interference and persistent interest in the endless question of oil.” Black Gold. Museum of Contemporary Art North Miami, Miami, FL. Septiembre-Noviembre 2016.
Hernández, Ramón. “El Príncipe Negro con la pantalla rota.” El País como Oficio. Mérida, Venezuela: Universidad de los Andes, 1983 (Colección Historia). Publicado también en Últimas Noticias, Caracas, Venezuela. 4 de diciembre de 1977.
'Ímber, Sofía'. “Rolando Peña” Rolando Peña: El modelo estándar de la Materia: Tributo al siglo XX. Museo de Arte Contemporáneo Sofía Ímber. Caracas, Venezuela. Enero 1999.
Iriarte, Viviana Marcela. “¡Bravo, Carlos Giménez! Rolando Peña, El Príncipe Negro, artista
multimedia, premiado por la Fundación Guggenheim: ‘Considero a Carlos Giménez un pionero, un gran realizador, un gran señor’.” vivianamarcelairiart.blogspot.com. Miami, FL. 24 de mayo de 2020.
__”Rolando Peña, artista multimedia, el único Príncipe Negro venezolano: ‘Bautizamos al grupo en una bañera, y el padrino fue Andy Warhol’.” vivianamarcelairiart.blogspot.com. Miami, FL. 6-25. Junio 2020.
__”Rolando Peña, multimedia artist, the only Venezuelan Black Prince: ‘We baptized the group in a bathtub, and the godfather was Andy Warhol’.”vivianamarcelairiart.blogspot.com. Miami,
FL. 6 de diciembre de 2020.
Ism, Ism, Ism: Experimental Cinema in Latin America. “Dialogues with Che: Appropriations of a Revolutionary Figure.” ismismism.org. Los Ángeles: 24 de septiembre de 2017. “Countercultures and Undergrounds.” ismismism.org. Los Angeles, CA. 24 de septiembre de 2017.
Izaguirre, Mafe. “Rolando Peña en WhiteBox Harlem Nueva York.” traficovisual.com. Caracas,
Venezuela. 19 de enero de 2020.
Jiménez, Ariel, and Luis Pérez Oramas. “La invención de la continuidad.” Galería
de Arte Nacional. Caracas, Venezuela. Mayo 1997.
León Giraldo, Diego. “Las premoniciones de Rolando Peña.” El Nacional. Caracas, Venezuela.
24 Junio1984: Papel Literario.
Lerner, Jesse and Luciano Piazza (Eds.). “Ism, Ism, Ism / Ismo, Ismo, Ismo. Experimental Cinema in Latin America” Oakland, CA: University of California Press in association with the Los Angeles Filmforum. Octubre 2017.
Linares, Albinson. “Rolando Peña: ‘El petróleo es el gran camuflaje de la historia’” prodavinci.
com. Caracas, Venezuela. 28 de mayo de 2012.
'Liscano, Juan'. “8 horas de cine de Andy Warhol.” Zona Franca, nº 56. Caracas, Venezuela.
Abril 1968: pp. 72-74.
__”Rolando Peña, un avanzado de la vanguardia.” Zona Franca, nº 56. Caracas,
Venezuela. Abril 1968: pp. 72-74.
Lukin, Aimé Iglesias. “This Must Be the Place (Latin American Artists in New York, 1965-75” Americas Society. New York, NY 17 de septiembre de 2021.
McLaughlin, Beth, and Suzanne. Ramljak (Eds.) “Striking Gold: Fuller at Fifty” Fuller Craft Museum. Brockton, MA. 7 de septiembre de 2019.
Maharaj Sing, Yesnia. “Una resaca de polémicas: XLVII Bienal de Venecia: se impone una reforma a sus estatutos.” El Universal. Caracas, Venezuela. 1 de julio de 1997.
Manrique, Carolyn. “El nuevo vientre de la creación artística es el hogar.” El Universal. Caracas, Venezuela. 20 de abril de 2020.
Marcano, Oscar. “Rolando Peña en los laberintos del petróleo.” El Diario de Caracas. Caracas, Venezuela. 27 de agosto de 1990.
Mendoza, Claudio. “El modelo estándar de la materia.” Rolando Peña: El modelo estándar de la Materia: Tributo al siglo XX. Museo de Arte Contemporáneo Sofía Ímber, Caracas, Venezuela. Enero 1999.
'Monasterios, Rubén'. “Un Venezolano en Nueva York.” Imagen. Caracas, Venezuela. 1969: pp. 18-19.
Monsalve, Yasmín. “Venezuela ecológica y humana: la XLVII Bienal Internacional de Arte
de Venecia abre hoy sus puertas.” El Universal. Caracas, Venezuela. 15 Junio1997.
Montealegre, Samuel. “Rolando Peña. Instituto Italo-Latinoamericano.” Art Nexus, nº 22. Bogotá, Colombia. 10 de diciembre de 1996: p. 153.
__”Arti Figurative.” Lessico Universale Italiano. Roma, Italia. Istituto della Enciclopedia Italiana Giovanni Treccani, Secondo Supplemento. 1998.
Mujica, Andreina. “El Príncipe Negro, un joven materialista de 80 años.” El Nacional. Caracas, Venezuela. 23 de marzo de 2025.
Nage, M.E. “Dialogue: a literary journal.” UMBC Literary Magazine, Vol. 2, nº 1. University of
Maryland, Baltimore, MD. Septiembre 1968: pp. 1-23.
Nesselrode Moncada, Sean. “The Revelation of Rolando Peña’s Crude Oil: A New Image for Venezuela.” Caiana, n° 11. Buenos Aires, Argentina. 2017:pp. 231-37.
__“Refined Material. Petroculture and Modernity in Venezuela.” University of California Press, Berkeley, CA. 29 de agosto de 2023.
'Niño Araque, William'. “Rolando Peña desmonta los lenguajes de la tradición.” Rolando Peña, el petróleo soy yo. Museo de Bellas Artes. Caracas, Venezuela. Janurary1985. Publicado también en Imagen, nº 100-4. Caracas, Venezuela: Febrero1985.
__”Rolando Peña: Tri-Totem en la avenida bellomontina. Rolando Peña y el espacio público.” El Nacional. Caracas, Venezuela. 30 de enero de 2010: Papel Literario.
O´Callaghan, Ana. ”The oil drum as prism: a brief journey through El Barril de Dios.” Rolando Peña: El Barril de Dios. Centro de Investigación y Formación Humanística (CIFH), Universidad
Católica Andrés Bello (UCAB). Caracas, Venezuela. 2013.
Peña, Rolando. ”Rolando Peña, crude oil.” High Performance, nº 2. Los Angeles, CA. 1981:
p. 2.
__ ”’Las artes plásticas son un fenómeno maravilloso’. Conversación entre Rolando Peña y Miguel Arroyo”. Imagen. Caracas, Venezuela. 6 de septiembre de 1990. Publicado también en historico.prodavinci.com. Caracas, Venezuela. 6 de septiembre de 2013.
__ ”La Totalidad” Foundation for the Totality 1963-1979. Pinta Miami, Miami, FL: Arts Connection Foundation. Diciembre 2018.
__ ”Art Basel, la madre de la invención.” acentonews.com, nº 4. Doral, FL. Second
fortnight, Diciembre 2019: p. 17.
POP: Peña, Rolando; Obregón, Roberto y Perna Claudio. Galería Odalys. Madrid, España. 2015.
Powelson, Marion. “The fragmented man: love without sweat.” The Village Voice. Nueva York, NY. 15 de diciembre de 1966: p. 28.
Pulido, José. “El príncipe negro, un artista extremadamente sensitivo. Entrevista de
José Pulido.” Crearensalamanca.com. Salamanca, España. 6 de junio de 2020. Publicado también en Actualy.es. Caracas, Venezuela. 6 de junio de 2020. Publicado también en elnacional.com. Caracas, Venezuela. 5 de septiembre de 2020.
'Prunhuber, Carol'. “Rolando Peña: El Petróleo Soy Yo.” El Universal. Caracas, Venezuela. 21 de junio de 1986: Culturales.
Quinto, Manuel, and Rolando Peña (Eds.) Olvídate, Underground Newspaper, nº 1-5. Bogotá, Colombia: Foundation for the Totality, 1968. Publicado también en Eco Contemporáneo. Buenos Aires, Argentina. Noviembre-Diciembre 1968.
Rabner, Nate. “‘Black Gold’: Rolando Peña Examines Humanity Through a Crude-Oil Lens.”
miaminewtimes.com. Miami, FL. 15 de septiembre de 2016.
Ramos, Julio. “Diálogo con El Che [1968]: Entrevista de Julio Ramos a Rolando Peña [2014] (Audiovisual).” archivoiberodigital.wordpress.com. Miami, FL. 4 de diciembre de 2017.
Ramos, María Elena. ”Rolando Peña, el otro petróleo.” El Nacional. Caracas, Venezuela. 10 de febrero de 1985: Papel Literario
__”Rolando Peña, el petróleo como tema y como mirada.” Trópicos. Caracas, Venezuela. zugust 1985.
__“El artista y sus temáticas.” Rolando Peña: Menespace la exposición Museo de Ciencias, El derrame la instalación Museo de Bellas Artes. Caracas, Venezuela: Fundación Museo de Ciencias-Fundación Museo de Bellas Artes. 4 Junio1997.
Rangel, Gabriela. “An Art of Nooks: Notes on Non-Objectual Experiences in Venezuela”. hemisphericinstitute.org. New York, NY. 12 de julio de 2011.
Reboll, Eduard. “Rolando Peña. La creación bajo la luz de la inteligencia y el negro.” nagarimagazine.com. Miami, FL. 1 de diciembre de 2017.
'Restany, Pierre'. ”Le Prince Noir Et Son Démon.” Rolando Peña, Maison de l’Amérique Latine. París, Francia. 28 Mayo-27 Junio1986.
__”Le Prince noir, noveau pasteour des santerías post-modernes.” Rolando Peña Mene Digital. Caracas, Venezuela: Editorial Ex Libris. 1993: pp. 15-25.
__“L’altra faccia dell’oro: La Marea Nera.” La Vove D’Italia. Caracas, Venezuela. 8 Septiembre1997. Publicado también en Enrique Viloria. Rolando Peña Compilación de Textos 1991-1997. Caracas, Venezuela: Fundarte 1997.
Rothe, Eduardo. “Rolando Peña y la seducción: Mene Digital.” El Nacional. Caracas,
Venezuela. 10 de marzo de 1996: Papel Literario.
Silva, Carlos. “[Untitled]” La Biennnale di Venezia. XLVII. Esposicione Internazionale d’Arte. Venezia, Italy: Electa, 1997: p. 577.
Stringer, John. “Rolando Peña.” Rolando Peña, Center for Inter-American Relation. New York, NY. 1982.
The Wynwoodtimes
“El arte es la capacidad de comunicarse con nada.” thewynwoodtimes.com. Entrevistas, Rayma. Miami, FL. 21 de septiembre de 2016.
__“El Big Bang de Rolando Peña.” thewynwoodtimes.com. Movida Cultural. Miami, FL. 29 de noviembre de 2017.
__“Rolando Peña versus El Príncipe Negro” thewynwoodtimes.com. Descubriendo a… Rafael Baralt Lovera Miami, FL. 17 de febrero de 2022.
__“Me lo contó Rolando Peña y yo lo viví con él.” thewynwoodtimes.com. La irreverente cultural. Miami, FL. 4 de marzo de 2022.
__“La Colección Fuentes Angarita exhibe al venezolano Rolando Peña en colectiva de Nueva York” thewynwoodtimes.com. Movida Cultural.Miami, FL. 9 de mayo de 2022.
__“Rolando Peña presenta su libro en “La Fábrica de Madrid”” thewynwoodtimes.com. Movida Cultural.Miami, FL. 28 de septiembre de 2022.
Valdivieso, Humberto
”Rolando Peña: El Barril de Dios.”Centro de Investigación y Formación Humanística (CIFH), Universidad Católica Andrés Bello (UCAB). Caracas, Venezuela. 2013.
__“El gran colisionador de hadrones aceleró el viaje hacia El Barril de Dios. A propósito de la conmoción por el bosón de Higgs y la obra de Rolando Peña.” grupolipo.blogspot.com. 7 de diciembre de 2013.
__”Rolando Peña, tres nodos: arte, ciencia y tecnología.” El Nacional, Caracas, Venezuela. 13 de diciembre de 2018: Papel Literario.
__”¿Dónde queda un territorio? Ricardo Arispe en el espacio cultural del CVA.” laong.org. Caracas, Venezuela. 29 de enero de 2019.
__”Awa Cultura | Big Bang, Rolando Peña.” incubadoravisual.com. Caracas, Venezuela. 5 de agosto de 2020.
Valys, Phillip. “Rolando Peña’s gasoline dreams.” sun-sentinel.com. Deerfield Beach, Florida. 14 de septiembre de 2016.
Van Der Dys, Annie. ”Rolando Peña, una vida en el arte.” El Nacional. Venezuela. 17 de noviembre de 2024: Papel Literario
Vigliarolo, Aldo. “Rolando Peña, Mene devotional object.” High Performance, nº 1. Los Angeles, CA. 1982: p. 135.
'Viloria Vera, Enrique'. ”El laberinto de Rolando Peña.” El Diario de Caracas. Caracas, Venezuela. 12 de agosto de 1990.
__“El concepto del petróleo en Rolando Peña.” El Diario de Caracas, Caracas: 13 de octubre de 1991. Publicado también en Más allá de la imagen. Caracas, Venezuela: Epsilon Libros. 1992.
__”El otro lado del paisaje.” Epsilon Libros. Caracas, Venezuela. 1992: p. 200.
__”Rolando Peña: compilación de textos 1991-1997.” Caracas, Venezuela: Fundarte, 1997. Collects of all the texts of this author on Rolando Peña.
__”Rolando Peña: el mar negro.” El Nacional. Caracas, Venezuela. 13 de abril de 1997: Papel Literario. Publicado también en Enrique Viloria Vera. Instalaciones en el arte contemporáneo venezolano. Caracas, Venezuela: Ediciones Pavilo. 1999.
WhiteBox. “Rolando Peña: Less is more.” whiteboxnyc.org. Nueva York, NY. 6 de noviembre de 2019. Publicado también en performa19.org, NuevaYork, NY. Noviembre 2019.
Wildfilmmaker. “Andy Warhol and Me”. (EXCLUSIVE) Interview with Rolando Peña” wildfilmmaker.com. Michele Diomà. Italy. 30 de noviembre de 2022.
Zavarce, Gerardo
“Exorcismos sonoros; por Gerardo Zavarce sobre un performance de Rolando Peña ‘el
príncipe negro’.” historico.prodavinci.com. Caracas, Venezuela. 2 de marzo de 2015.

__”Rolando Peña.” artnexus.com, nº 98. Bogotá, Colombia. Septiembre 2015.
- Datos: Q108153382